# Eleonora af Provence
Eleonora af Provence (ca. 1223 – 24./25. juni 1291) var en fransk adelskvinde, der blev dronning af England som hustru til Kong Henrik 3. fra 1236 indtil hans død i 1272. Hun tjente som regent for England under sin ægtefælles fravær i 1253. 
Selvom hun var fuldstændig hengiven over for sin mand og forsvarede ham stærkt mod oprøreren Simon de Montfort, 6. jarl af Leicester, blev hun meget hadet af Londons borgere. Dette var fordi hun havde bragt mange slægtninge med sig til England i sit følge. Disse blev kendt som "Savoyards", og de fik indflydelsesrige positioner i regeringen og riget. Ved en lejlighed blev Eleonoras chalup angrebet af vrede London-borgere, der overdængede hende med sten, mudder, stykker af belægning, rådne æg og grøntsager.
Eleonora fik ni børn, herunder den fremtidige Kong Edvard I af England. Hun var også kendt for sin kløgt, talent for at skrive poesi og som førende inden for mode.

## Tidlige liv
Hun blev født i ca. 1223 i byen Aix-en-Provence i det sydlige Frankrig og var den anden datter af Ramon Berenguer 4., greve af Provence (1198–1245) og Beatrix af Savoyen (1198–1267), datter af Thomas 1., greve af Savoyen og hans hustru Margrete af Genève. Hun fik en god uddannelse som barn og udviklede en stærk kærlighed til at læse. Hendes tre søstre giftede sig også med konger. Efter at hendes ældre søster Margrete var blevet gift med Ludvig 9. af Frankrig, korresponderede deres onkel biskop Vilhelm af Savoyen med Henrik 3. af England for at overtale ham til at gifte sig med Eleonora. Henrik søgte et medgift på op til tyve tusinde sølvmark for at hjælpe med at opveje den medgift, som han netop havde betalt for sin søster Isabella af England, men Eleonoras far var i stand til at forhandle dette til ingen medgift, bare et løfte om at efterlade hende ti tusind mark, ved sin død.
Som hendes mor, bedstemor og søstre var Eleonora berømt for sin skønhed. Hun var en mørkhåret brunette med fine øjne. Krønikeskriveren Piers Langtoft taler om hende som "jarlens datter, livets kønneste jomfru". Den 22. juni 1235 blev Eleonora forlovet med Kong Henrik 3. (1207–1272). Eleonora blev sandsynligvis født senest i 1223. Krønikeskriveren Matthew Paris beskriver hende som "jamque duodennem" (allerede tolv), da hun ankom til Kongeriget England for at blive gift.

## Dronning
Eleonora blev gift med kong Henrik 3. af England den 14. januar 1236. Hun havde aldrig set ham forud for brylluppet i Canterbury Cathedral og havde aldrig sat fod i hans rige. Edmund af Abingdon, ærkebiskop af Canterbury, foretog vielsen. Hun var klædt i en skinnende gylden kjole, der sad tæt ved taljen og struttede ud til bred plissé ved hendes fødder. Ærmerne var lange og foret med hermelin. Efter at have kørt til London samme dag, hvor en procession af borgere tog imod brudeparret, blev Eleonora kronet til dronning af England ved en ceremoni i Westminster Abbey, som blev efterfulgt af en storslået banket med hele adelen i fuld deltagelse. Hendes kærlighed til sin mand voksede markant fra 1236 og fremefter.

### Upopularitet
Eleonora var en loyal og trofast hustru for Henrik, men hun medbragte i sit følge et stort antal onkler og fætre, "Savoyards", og hendes indflydelse på kongen og hendes upopularitet blandt de engelske baroner skabte gnidninger i Henriks regeringstid. Hendes onkel Vilhelm af Savoyen blev en nær rådgiver for hendes mand og fortrængte og vakte mishag hos de engelske baroner.
Selvom Eleonora og Henrik under tiden støttede forskellige fraktioner, blev hun gjort til Englands regent, da hendes mand rejste til Gascogne i 1253. Eleonora var hengiven over for sin mands sag, kæmpede standhaftigt mod Simon de Montfort og samlede tropper i Frankrig for Henriks sag.
Den 13. juli 1263 sejrede hun ned ad Themsen, da hendes chalup blev angrebet af Londons borgere. Eleonora havde et stærkt had Londons borgere, der svarede igen på hendes had. Som hævn for deres mishag havde Eleonora krævet at byen skulle tilbagebetale alt det den skyldte af den pengetribut kendt som queen-gold, hvorfra hun modtog en tiendedel af alle bøder, der blev sendt til kronen. Foruden Queengold blev andre sådanne bøder pålagt borgerne af dronningen på de tyndeste påskud. I frygt for sit liv, da hun blev overdænget med sten, løse stykker brolægning, tørret mudder, rådne æg og grøntsager, blev Eleonora reddet af Thomas Fitzthomas, borgmesteren i London, og søgte tilflugt hos biskoppen af London i hans hjem.

## Enkedronning
I 1272 døde Henrik, og hendes søn Edvard, der var 33 år gammel, blev konge af England. Hun forblev i England som enkedronning og opdrog flere af sine børnebørn: Edvards søn Henrik og datter Eleonora og Beatrix' søn Johan. Da hendes barnebarn Henrik døde i hendes varetægt i 1274, faldt Eleonora ned i en sorg og gav ordre om, at hans hjerte skulle begraves i klostret i Guildford, som hun grundlagde i hans erindrig. I januar 1275 udviste hun jøderne fra alle sine besiddelser. Eleonoras to sidste døtre døde i 1275, Margrete den 26. februar og Beatrix den 24. marts.
Hun trak sig tilbage i et kloster, dog forblev hun i kontakt med sin søn, Kong Edvard, og hendes søster, Dronning Margrete af Frankrig.
Eleonora døde den 24./25. juni 1291 i Amesbury, 13 kilometer nord for Salisbury, England. Hun blev begravet i Amesbury Abbey . Det nøjagtige sted for hendes grav i klostret er ukendt, hvilket gør hende til den eneste engelske dronning uden en markeret grav. Hendes hjerte blev ført til London, hvor det blev begravet i det franciskanske Greyfriars kloster.

## Kulturel arv
Eleonora var berømt for sin lærdom, kløgt, og talent for at skrive poesi, såvel for som sin skønhed. Hun var også kendt som førende inden for mode og importerede konstant tøj fra Frankrig. Hun bar ofte brogede "Cotte" (en form for tunika), guld eller sølv hofteholdere, hun foretrak damask af rød silke, og til at dække sit mørke hår bar hun kække søjleformede hatte. Eleonora introducerede en ny type hovedklæde til England, som var højt, "hvor hovedet veg tilbage, indtil ansigtet virkede som en blomst i et omsluttet hylster".
Hun havde udviklet en kærlighed til trubadorernes sange som barn, og fortsatte denne interesse. Hun købte mange romantiske og historiske bøger, der dækkede historier fra oldtiden til moderne romantiske historier skrevet i samtiden (1200-tallet).
Eleonora er hovedpersonen i The Queen From Provence, en historisk romantisk roman af den britiske romanforfatter Jean Plaidy, som blev udgivet i 1979. Eleonora er en hovedperson i romanen Fire Sisters, All Queens af forfatter Sherry Jones, samt romanerne The Sister Queens af Sophie Perinot, og "My Fair Lady: A Story of Henrik III's Lost Queen" af J.P. Reedman. Hun er også emnet i det norske symfoniske metalband Leave's Eyes i deres sang "Eleonore De Provence" fra deres album Symphonies of the Night.

## Problem
Eleonora og Henrik fik ni børn sammen, hvoraf de fleste døde i barndommen. Eleonora ser ud til at have været specielt knyttet til sin ældste søn, Edvard. Da han var dødssyg i 1246, forblev hun hos ham i Beaulieu Abbey i Hampshire i tre uger, langt længere end, det var tilladt ifølge klosterreglerne. Det var på grund af hendes indflydelse, at Kong Henrik tildelte Hertugdømmet Gascogne til Edvard i 1249. Hendes næstyngste barn Katarine ser ud til at have haft en degenereret sygdom, der gjorde hende døv. Da den lille pige døde i en alder af tre, led begge hendes kongelige forældre en overvældende sorg. Eleonora fødte muligvis fire yderligere sønner, der også døde som spæde, men deres eksistens er tvivlsom, da der ikke er nogen samtidig registrering af dem.
1. Edvard 1. (1239-1307) giftede sig med Eleonora af Kastilien (1241–1290) i 1254, som han fik børn med, herunder hans arving Edvard 2. Hans anden hustru var Margrete af Frankrig, som han fik børn med.
2. Margrete (1240–1275), giftede sig med Kong Alexander 3. af Skotland, som hun fik børn med.
3. Beatrix (1242–1275), gift med Johan 2., hertug af Bretagne, som hun fik børn med.
4. Edmund Krogryg, 1. jarl af Lancaster (1245–1296), gift i 1269 (1) med Aveline de Forz , som døde fire år senere uden børn, gift i 1276 (2) med Blanka af Artois, som han fik børn med.
5. Richard af England (1247–1256)[18]
6. Johan af England (1250–1256)
7. Vilhelm af England (1251–1256)
8. Katarina (25. november 1253 - 3. maj 1257)
9. Henrik af England (1256–1257)